# Île du Grand Rigolet Est
Île du Grand Rigolet Est är en ö i Kanada.   Den ligger i provinsen Québec, i den östra delen av landet, 1 400 km öster om huvudstaden Ottawa. Arean är 2,2 kvadratkilometer.
Terrängen på Île du Grand Rigolet Est är mycket platt. Öns högsta punkt är 19 meter över havet. Den sträcker sig 2,8 kilometer i nord-sydlig riktning, och 1,8 kilometer i öst-västlig riktning.